# Jeune École

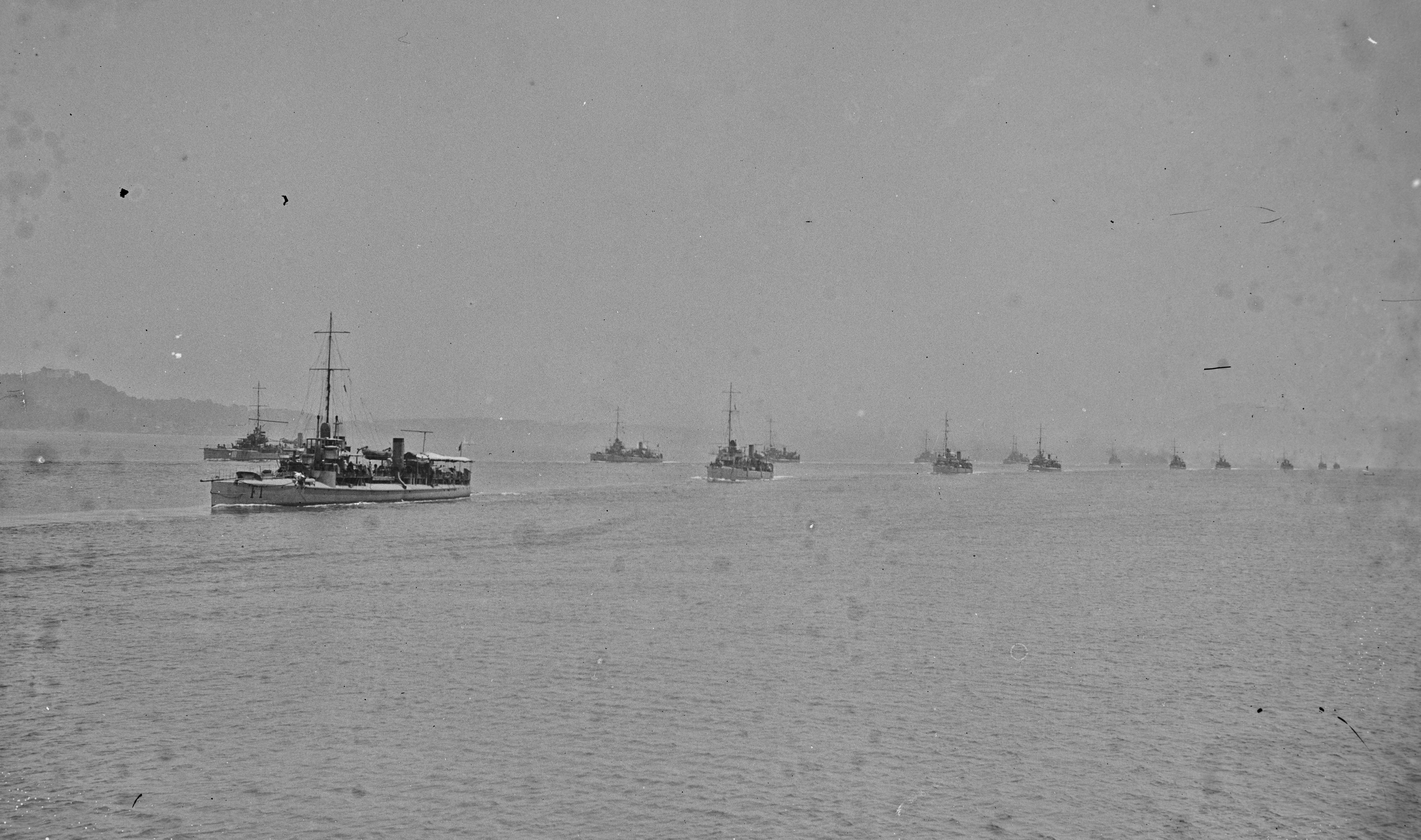
Flottille de contre-torpilleurs de la Marine nationale à Toulon en 1911, menée par le contre-torpilleur Fleuret (classe Claymore).

La jeune école est un courant de la pensée navale française de la fin du XIXe siècle. Elle propose une rupture avec la doctrine traditionnelle de l'époque qui était de construire des bateaux de plus en plus importants, en privilégiant au contraire l'utilisation de bateaux plus petits et plus nombreux.

## Le contexte
Le souvenir des guerres navales de la Révolution et de l'Empire, et la rivalité constante avec le Royaume-Uni, conduisent la France du Second Empire à s'interroger sur la place de sa marine. L'émergence d'un nouvel adversaire, l'Empire allemand, va amener à penser qu'elle n'a pas les moyens de disputer la suprématie sur mer comme elle le peut sur terre.
L'évolution rapide des techniques maritimes, l'apparition de la vapeur et des navires en fer va entraîner une importante augmentation des coûts des nouveaux navires.
C'est dans ce contexte que l'on va voir apparaitre la nouvelle doctrine qui sera appelée jeune école, en reprenant les mots de l'un de ses partisans.
« [...] Notre marine se partage en deux écoles l'une absorbée par le besoin de s'abriter, l'autre animée avant tout par le sentiment de l'attaque : la première est la vieille école, la seconde la jeune école. Sous l'impression de l'année terrible, nous n'inventions que des engins inspirés par une peur inconsciente (les cuirassés) nous poursuivions la chimère dénoncée par le général Dragominoff : faire la guerre sans s'exposer à se faire tuer. L'amiral Aube fut l'apôtre de l'audace, le Dragominoff de la Marine... »

## Les acteurs
La figure emblématique de cette nouvelle doctrine est l'amiral Théophile Aube qui publie en un opuscule La guerre maritime et les ports militaires de la France. Dans ces 38 pages, il affirme que le développement des nouvelles techniques va rendre inopérants tant les blocus que la guerre d'escadre, par exemple avec l'usage de la torpille automobile. En conséquence, il faut éviter de se lancer dans la construction de cuirassés mais plutôt se reposer sur un grand nombre de petits navires côtiers, torpilleurs, garde-côtes, béliers pour protéger la façade maritime. Pour l'offensive, il préconise la guerre de course menée par des croiseurs. Dans les deux cas, il est partisan de donner la meilleure vitesse possible aux nouveaux bâtiments.
Ses idées vont emporter l'adhésion de nombreuses personnes. Non seulement des marins, mais aussi des journalistes comme Gabriel Charmes ou le gendre du général Boulanger, Émile Driant (capitaine Danrit en littérature). En effet, la loi du 29 juillet 1881 sur la liberté de la presse a eu comme conséquence parmi d'autres que les journaux se sont sentis autorisés de parler de tous les sujets, y compris de stratégie et de tactique navale. L'avantage de l'irruption de l'opinion publique dans le débat sera de forcer les protagonistes à affuter leurs arguments. Mais, en contrepartie, cela signifiera l'intervention de protagonistes peu au fait des contraintes navales.
Gabriel Charmes, gendre de l'Amiral Aube, qui travaille depuis 1874 comme journaliste au Journal des débats, jouit au début des années 1880 d'une certaine célébrité liée à une série d'articles sur l'Orient. Il va embrasser les idées de l'amiral Aube et la cause de la « Jeune École », et publier plusieurs articles, en 1884 et 1885, en faveur de ces thèses dans la Revue Politique et Littéraire et le Journal des débats. Il y présente le torpilleur comme l'arme miracle du pauvre, un microbe de cent tonnes et de deux cent mille francs, capable, d'une torpille, d'envoyer par le fond un monstre de 10 000 tonnes coûtant 30 millions de francs. Alors que la théorie de l'amiral Aube est basée sur un triptyque torpilleur-croiseur-cuirassé, il va la gauchir en un simple binôme par élimination du cuirassé.
Ses attaques, comme celles des autres défenseurs de la « Jeune École », visent aussi l'Administration de la marine, critiquant son immobilisme et son conservatisme. Ces critiques ne seront pas pour rien dans la popularité de la nouvelle doctrine.
Le monde politique va aussi trouver de quoi alimenter ses jeux.
Jeux idéologiques : le torpilleur devient l'incarnation du petit, du peuple, terrassant le gros, le riche capitaliste, une sorte d'équivalent industriel du microbe de Pasteur capable de terrasser les plus grosses créatures. Le torpilleur, prôné par la « jeune école », va devenir l'outil des républicains tandis que le cuirassé serait celui de la droite conservatrice.
Jeux budgétaires : il revient bien moins cher de construire des torpilleurs, même en grand nombre, que des navires de ligne dont les déplacements ne cessent de croître et dont une flotte d'échantillons est lancée. C'est aussi une manière d'attaquer les grands barons d'industrie, en particulier ceux qui fournissent les plaques de blindage, si importantes pour les flottes cuirassées, et ceux qui détiennent les rares chantiers navals capables de construire les grands navires. Vouloir conserver ces grands bâtiments était, pour certains des républicains et des radicaux, simplement vouloir sauvegarder les profits de ces industriels.

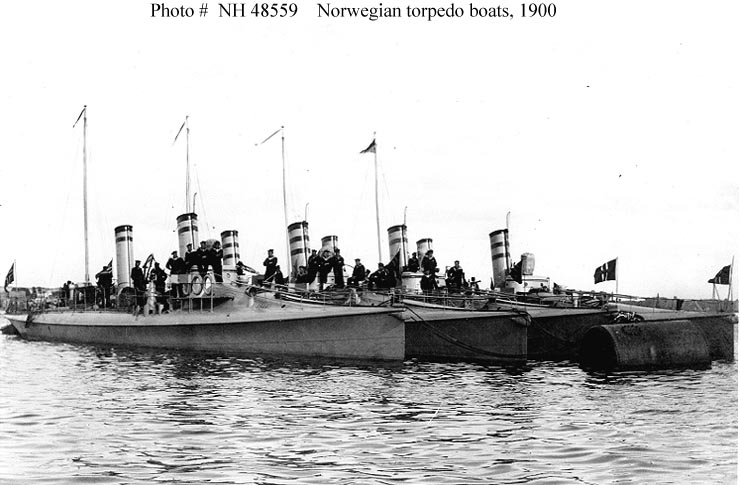
Torpilleurs norvégiens, 1900.
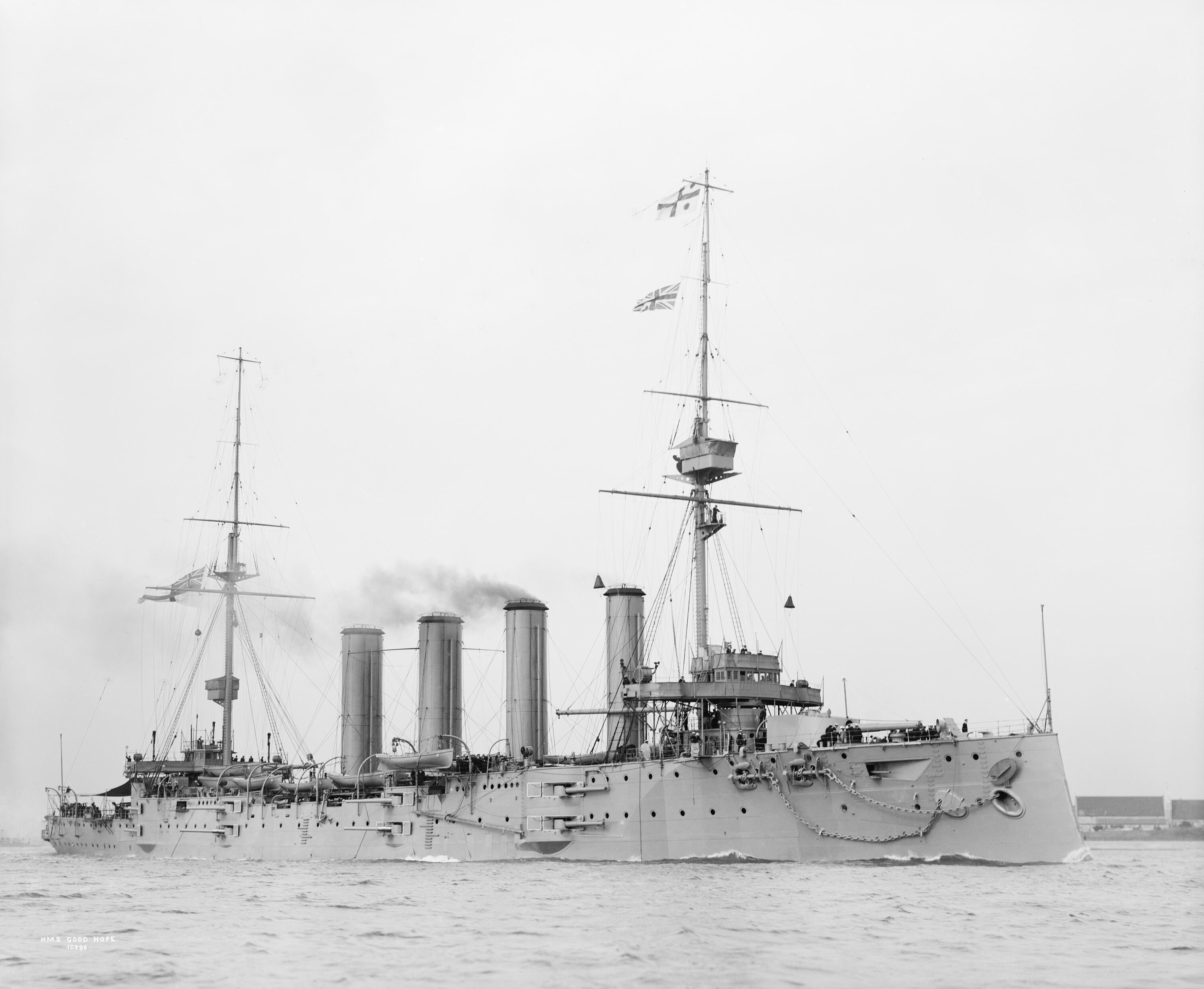
Le croiseur HMS Good Hope de classe Drake, de 1902.
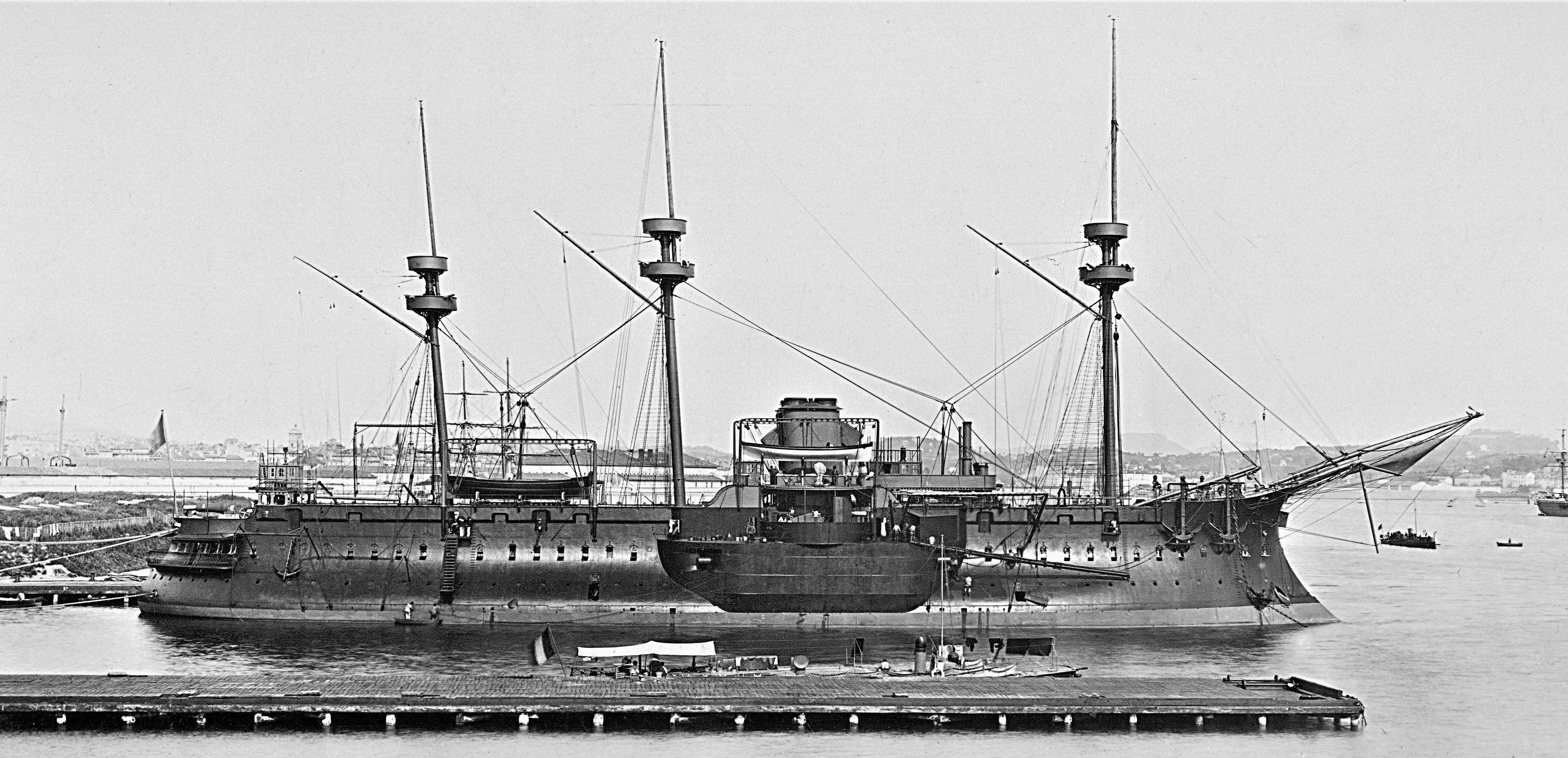
Le Redoutable, cuirassé français lancé en 1876 fut le premier navire à utiliser principalement l'acier pour sa construction.
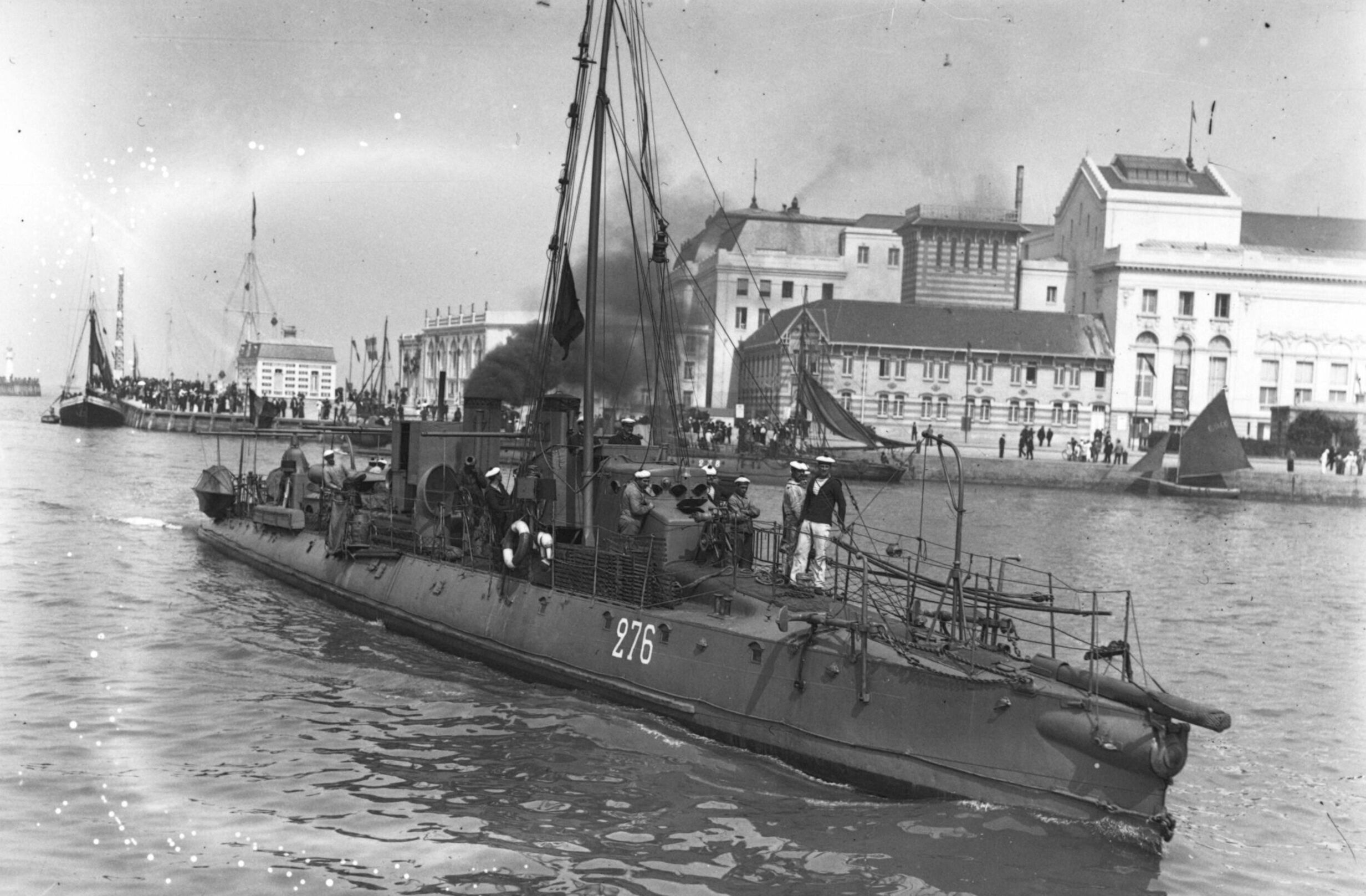
Torpilleur français no 276 de 37 mètres en 1913

## Les principes
Cette école propose, sur le plan militaire, cinq principes autour desquels doit s'organiser la marine.
- Prééminence de la défensive en matière de stratégie navale,
- Division du travail[7],
- Des navires les plus rapides possibles,
- Des navires de petit tonnage plutôt qu'un seul de gros tonnage,
- Multiplier les points d'appui au long des côtes.

Sur le plan économique, cette école accorde la priorité à la mise en place d'un blocus maritime des îles Britanniques : en effet, la Grande-Bretagne, qui a sacrifié son agriculture à son industrie, importe plus de 50 % de son blé et de sa viande d'outre-mer ; aussi, des torpilleurs armés principalement de torpilles peuvent couler des navires de commerce et ainsi affamer le Royaume-Uni.

## Les conséquences

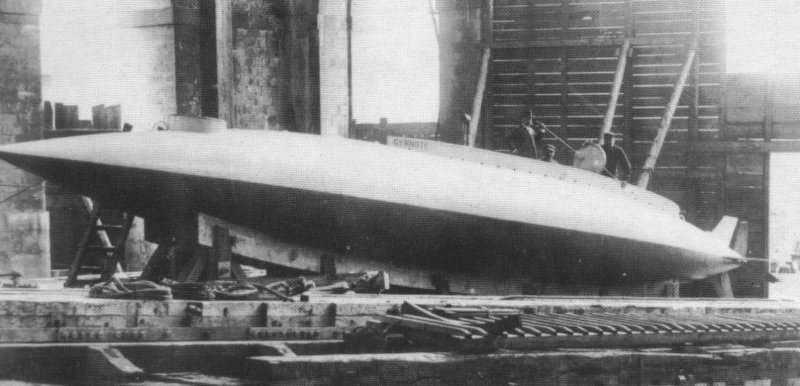
Le Gymnote, premier sous-marin électrique français.

Ministre de la marine du 7 janvier 1886 au 29 mai 1887, l'amiral Aube met en œuvre ses théories en commandant 34 torpilleurs, 11 croiseurs prévus et la construction des premiers sous-marins, le Gymnote et le Goubet, au profit de cuirassés d'escadre. Mais le ralentissement sera tel que l'on arrivera jusqu'à une dizaine d'années entre la mise en chantier et la mise en service. Par exemple, le Neptune, mis en chantier le 17 avril 1882 ne sera mis en service que le 23 décembre 1892. Ainsi, quand ces unités entrent en service, elles sont déjà dépassées pour la plupart.
Parallèlement, pour assurer le soutien de ses forces de défense, il va créer, tout au long du littoral de métropole et d'Afrique française du Nord, des points d'appui.
Après son départ, la tendance subsistera, aboutissant à la réalisation d'une « poussière navale » qui ne tardera pas à montrer son inefficacité : mauvaise tenue à la mer, rayon d'action limité, inaptitude à combattre au large. Ainsi, lors des manœuvres navales de 1891, une escadre se rend d'Alger à Toulon mais les torpilleurs se révèlent incapables de l'attaquer.
En 1892, 1 260 torpilleurs étaient en service ou en construction dont 220 en France, 180 au Royaume-Uni, 152 dans l'Empire russe, 143 dans l'Empire allemand et 129 dans le royaume d'Italie.
La crise de Fachoda (1898) oblige à comparer sérieusement la marine française à la Royal Navy, et le Conseil Supérieur de la Marine, le 11 janvier 1899, fera le constat qu'elle est hors d'état de pouvoir s'y opposer. Ceci conduira Jean-Marie de Lanessan, ministre de la Marine du gouvernement Pierre Waldeck-Rousseau, à lancer le programme de constructions connu sous le nom de « programme de 1900 », comprenant de nombreux cuirassés.
Ceci semble sonner la fin de cette doctrine mais, en juillet 1902, arrive de nouveau un ministre de la marine partisan des thèses de la « Jeune  École », Camille Pelletan, qui donne la priorité aux petites unités, torpilleurs et sous-marins avec 89 commandes en janvier 1905. À son départ la même année, la « Jeune École » a perdu la quasi-totalité de ses partisans notamment après la guerre russo-japonaise de 1904 qui a ramenée au concret les théoriciens.
L'engouement pour les théories de la « Jeune École » est à l'origine du retard qui handicape la marine française jusqu'à la Première Guerre mondiale où au déclenchement du conflit, elle aura en ligne 118 torpilleurs, mais seulement quatre dreadnought (Classe Courbet).

## Héritage
Le sous-marin, plus efficace que le torpilleur de l'amiral Aube, révélera son efficacité au cours des deux guerres mondiales : la guerre sous-marine à outrance, décidée par l'Empire allemand contre la Grande-Bretagne au printemps 1917, s'inspire des idées de la "Jeune École". Le futur amiral Dönitz, en 1935, dans son livre Die U-Boot Waffe, préconise la construction massive de sous-marins, avec comme cible non la Royal Navy, trop dangereuse, mais les navires de commerce et notamment les pétroliers, qui ravitaillent la flotte et le pays. En 1944/45, le Japon sera mis à genoux par le blocus sous-marin de l'US Navy.

### Sources
- Dictionnaire historique maritime, article « Jeune école ». (DHM dans les notes)
- Paul Baquiast (dir.), La mer au temps des Pelletan, Actes du 2e colloque international de St-Georges-de-didonne, 1998. Les articles peuvent être consultés ici :